# Maria Florencia Fernandez
María Florencia Fernández (12 de novembro de 1991) é uma enxadrista argentina, que detém o título de Mestre Internacional Feminina (WIM). Pentacampeã do Campeonato Argentino Feminino. 

## Carreira
Venceu o Campeonato Argentino Feminino em 2009, 2013, 2017, 2018 e 2022.
Em 2018, conquistou o terceiro lugar no Campeonato Continental Americano Feminino.
Representou a Argentina nas Olimpíadas de xadrez em 2010, 2012, 2014, 2016 e 2018. 
Em 2013, venceu o aberto do Brasil realizado em João Pessoa.

## Links externos
- Partidas de Maria Florencia Fernandez (em inglês) no ChessGames.com